# Pterocarpin
La Pterocarpina es un pterocarpano que se encuentra en las especies de Fabaceae Baphia nitida, Ononis viscosa subsp. breviflora, Pterocarpus spp., Sophora angustifolia, Sophora substrata y Swartzia madagascariensis.